# سیورگوس دونیجالا
سیورگوس دونیجالا (به ایتالیایی: Siurgus Donigala) یک کومونه در ایتالیا است که در استان کالیاری واقع شده‌است. سیورگوس دونیجالا ۷۶٫۴۵ کیلومتر مربع مساحت و ۲٬۱۸۹ نفر جمعیت دارد.